# Le Sabre de la bête
Pour plus de détails, voir Fiche technique et Distribution.
Le Sabre de la bête (獣の剣, Kedamono no ken) est un film japonais réalisé et coécrit par Hideo Gosha, sorti en 1965. 
L'action se déroule en 1857, à la fin du Shogunat Tokugawa, signe d'une époque en pleine mutation.

## Synopsis
Gennosuke est un rōnin (samouraï sans maître) en fuite pour avoir assassiné le Conseiller de son clan, ni plus ni moins qu'un manipulateur ayant joué avec le pauvre samouraï plein d'espérances. Miza, la fille de ce conseiller, et son mari, Diazaburo, sont partis à la recherche de Gennosuke le fuyard afin de se venger et de redonner honneur au clan et aux membres.
Dans sa fuite, Gennosuke va rencontrer un pauvre fermier, Gundayu, qui va l'aider à se cacher de ses poursuivants. Très vite, Gundayu comprend qu'il pourrait profiter de l’habilité du samouraï en fuite pour faire fortune, il lui propose donc d'aller chercher de l'or dans la montagne shogunale, férocement surveillée. Bien que l'endroit soit dangereux, il attire quelques bandits qui espèrent aussi faire fortune.
Dans cette montagne, Gennosuke fait la rencontre de Jurota Yamane et de sa femme Taka, qui vole l'or dans le cadre d'une mission spéciale ordonnée par leur clan. En récompense, il y a une somme d'argent suffisante pour faire sortir le couple de sa misère et ainsi lui redonner son honneur et sa dignité.

## Fiche technique
- Titre français : Le Sabre de la bête
- Titre original : 獣の剣 (Kedamono no ken?)[1]
- Titres anglais : Sword of the Beast - Samurai Gold Seekers[1]
- Réalisation : Hideo Gosha
- Scénario : Hideo Gosha et Eizaburō Shiba
- Photographie : Toshitada Tsuchiya
- Montage : Masanori Tsujii
- Direction artistique : Mamoru Abe
- Musique : Toshiaki Tsushima (en)
- Producteurs : Gin'ichi Kishimoto et Masayuki Satō
- Sociétés de production : Haiyūza (en)[2] et Shōchiku
- Société de distribution : Shōchiku
- Pays d'origine :  Japon
- Langue originale : japonais
- Format : noir et blanc - 2,35:1 - 35 mm - mono
- Genres : chanbara - film d'action - drame
- Durée : 85 minutes (métrage : 8 bobines - 2 308 m[2])
- Date de sortie :
  - Japon : 18 septembre 1965[2]

## Distribution
- Mikijirō Hira : Yuuki Gennosuke
- Gō Katō : Jurata Yamane
- Shima Iwashita : Taka
- Toshie Kimura (ja) : Misa
- Kantarō Suga (en) : Daizaburo
- Yōko Mihara : Osen
- Kunie Tanaka : Tanji
- Eijirō Tōno : ministre